# Limnophora lopesae
Limnophora lopesae är en tvåvingeart som beskrevs av Carvalho och Adrian C. Pont 2005. Limnophora lopesae ingår i släktet Limnophora och familjen husflugor. Inga underarter finns listade i Catalogue of Life.